# Sentier de grande randonnée 16
Le sentier de grande randonnée 16 ou GR 16, appelé aussi Sentier de la Semois, est un itinéraire pédestre qui relie Arlon en Belgique à Monthermé en France en suivant le parcours de la Semois depuis sa source jusqu'à sa confluence avec la Meuse.
L'itinéraire parcourt une distance totale de 208 km.

## Parcours

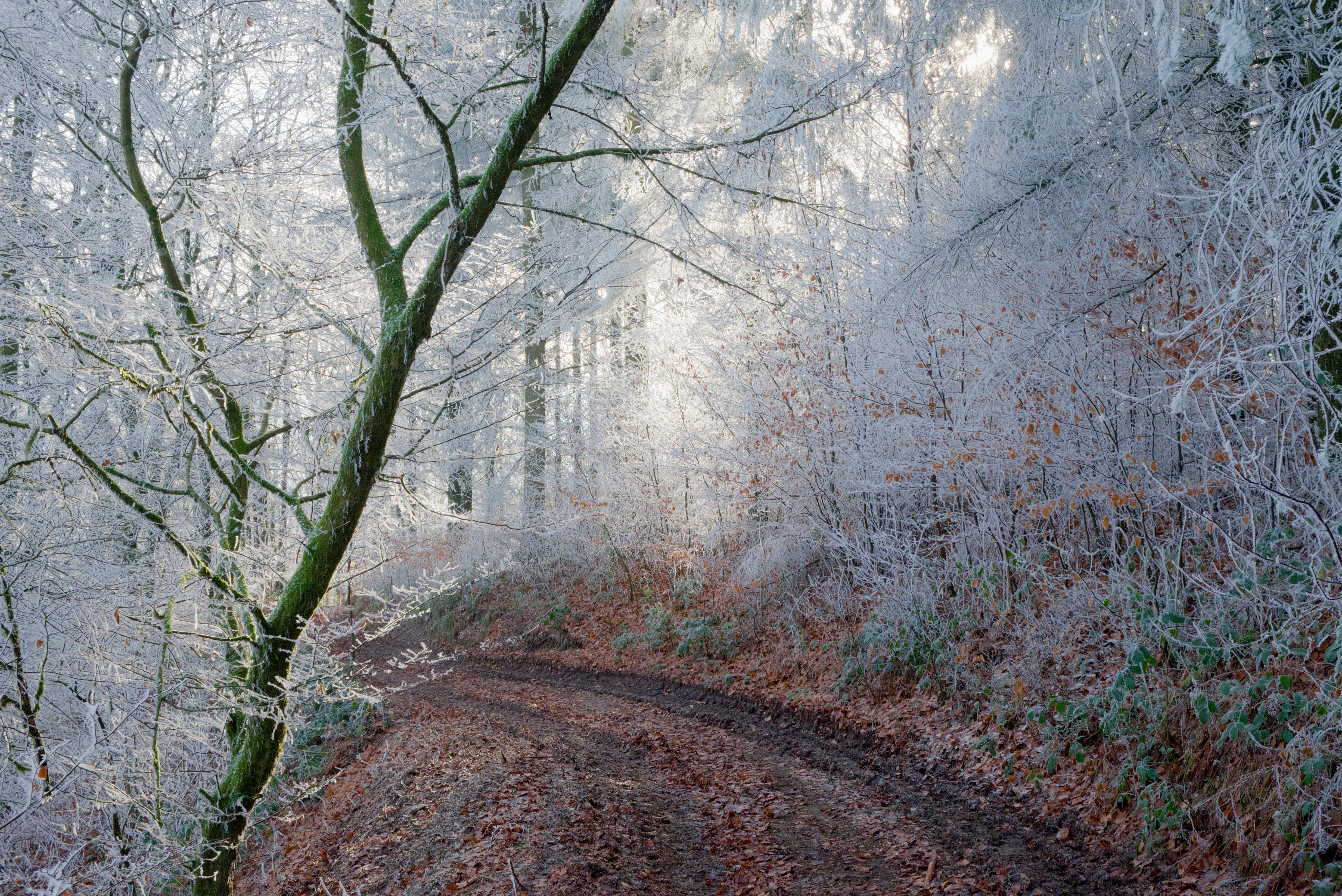
Le GR 16 dans un matin froid entre Membre et Vresse-sur-Semois.

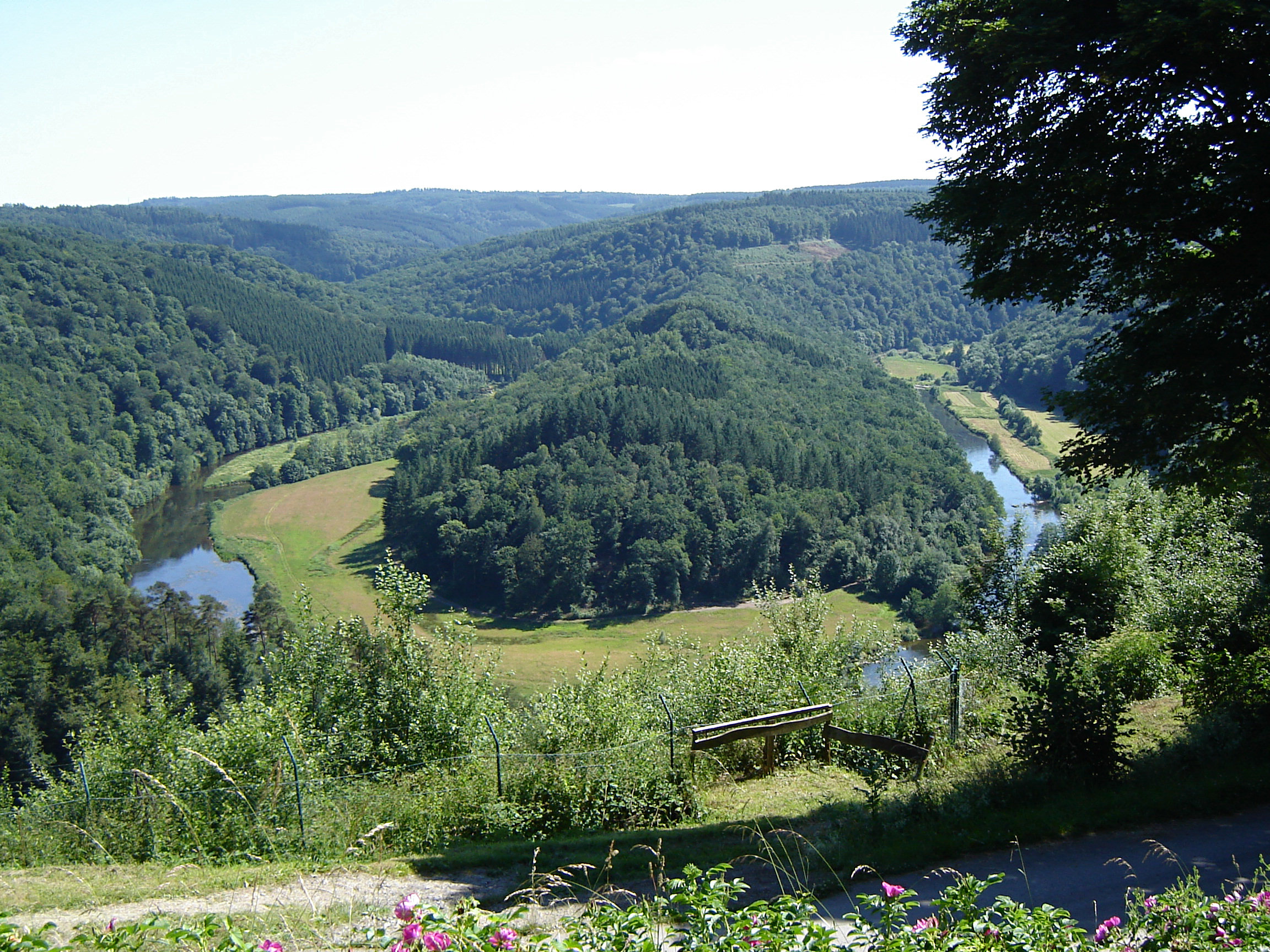
Le Tombeau du Géant depuis le Sentier de la Semois à Botassart.

Le sentier GR 16 suit le cours de la Semois.  S'il s'autorise régulièrement à s'en éloigner, c'est pour mieux la rattraper à quelques encablures.  Il peut donc la longer patiemment ou bien subitement s'en écarter pour atteindre une crête pour profiter d'un point-de-vue sur l'un ou l'autre des multiples méandres de la rivière. 
Le parcours officiel traverse la Semois dix-neuf fois mais les occasions ne manquent pas de la franchir plus encore grâce à ses nombreux ponts, passerelles, passages à gué. 
L'attrait principal du sentier est, sans aucun doute, de faire découvrir les nombreux sites naturels remarquables qui se succèdent au fil de la Semois.  
En outre, le GR 16 permet de rappeler aux randonneurs la riche histoire des différents régions qu'il traverse et ce, à différentes périodes : romaine, médiévale, contemporaine.
Sur les plans naturel et géologique, le sentier traverse la Lorraine belge et l'Ardenne.
Sur le plan culturel, il débute dans le Pays d'Arlon, passe ensuite par la Gaume et termine la plus grande partie de son parcours en Ardenne. 
Enfin, sur le plan administratif, l'itinéraire passe successivement par les provinces belges du Luxembourg et de Namur et aboutit enfin dans le département des Ardennes.
En outre, le GR 16 passe pour la plus grande partie de son itinéraire au sein de parcs naturels : en Belgique, les parcs naturels de la Vallée de l'Attert, de Gaume et de l'Ardenne Méridionale et, en France,  le parc naturel régional des Ardennes.  
Les communes belges traversées par le GR 16 sont successivement  Arlon, Attert, Etalle, Tintigny, Chiny, Florenville,  Herbeumont, Bertrix, Bouillon, et Vresse ; ensuite, le sentier traverse les communes françaises suivantes : Les Hautes-Rivières, Thilay, Tournavaux et Monthermé.

## Principales curiosités
| Distance cumulée | Distance cumulée inverse | Pays                 | Rég.                                                              | Sub. | Localité                                                                            | Description                                                                                            | Pictogrammes |
| ---------------- | ------------------------ | -------------------- | ----------------------------------------------------------------- | --- | ----------------------------------------------------------------------------------- | --- | ------------ |
| 0                | 209                      |                      | Drapeau de la Wallonie                                            | | Arlon                                                                               | la fontaine où la Semois prend sa source.                                                              |              |
| 15 - 23          | 186 - 194                | de Fouches à Étalle  | Drapeau de la Wallonie                                            | la voie romaine de Reims à Trêves.                                                                           |                                                                                     | |              |
| 33               | 176                      | Bellefontaine        | Drapeau de la Wallonie                                            | le cimetière du Radan, commémorant les combats durant la première phase de la Première Guerre mondiale.      |                                                                                     | |              |
| 58               | 151                      | Barrage de la Vierre | Drapeau de la Wallonie                                            | le lac et le barrage de la Vierre.                                                                           |                                                                                     | |              |
| 61               | 148                      | Chiny                | Drapeau de la Wallonie                                            | le pont Saint-Nicolas, la Roche de l'Ecureuil.                                                               |                                                                                     | |              |
| 69               | 140                      | Lacuisine            | Drapeau de la Wallonie                                            | la Roche Pinco.                                                                                              |                                                                                     | |              |
| 73               | 136                      | Florenville          | Drapeau de la Wallonie                                            | le panorama.                                                                                                 |                                                                                     | |              |
| 101              | 108                      | Conques              | Drapeau de la Wallonie                                            | le Prieuré de Conques, le viaduc de Conques, le Tombeau du Chevalier et les ruines du château de Herbeumont. |                                                                                     | |              |
| 148              | 61                       | Bouillon             | Drapeau de la Wallonie                                            | le château fort et le belvédère d'Auclin.                                                                    |                                                                                     | |              |
| 157              | 52                       | Botassart            | Drapeau de la Wallonie                                            | le Tombeau du Géant.                                                                                         |                                                                                     | |              |
| 162              | 47                       | Rochehaut            | Drapeau de la Wallonie                                            | la promenade des Echelles (variante difficile).                                                              |                                                                                     | |              |
| 164              | 45                       | Frahan               | Drapeau de la Wallonie                                            | la Boucle de Frahan                                                                                          |                                                                                     | |              |
| 178 - 185        | 24 - 31                  |                      | Drapeau de la Wallonie                                            | Vresse | la présence d'anciens séchoirs à tabac entre Vresse et Bohan, le pont Saint-Lambert | |              |
| 190              | 18                       | /                    | /                                                                 | / | Bohan Failloué                                                                      | le passage de la frontière au niveau de la Baraque Laurent, petite enclave belge le long de la Semois. |              |
| 198              | 11                       |                      |                                                                   | | Tournavaux                                                                          | la Roche aux Corpias.                                                                                  |              |
| 205              | 4                        | Monthermé            | la Roche à Sept Heures et la Longue Roche, panorama sur la Meuse. | |                                                                                     | |              |
| 209              | 0                        | Monthermé            | la confluence de la Meuse et de la Semois.                        | |                                                                                     | |              |

## Jonctions avec d'autres sentiers
Le sentier présente de multiples connexions avec d'autres sentiers renommés.  Plusieurs variantes sont possibles.  Par ailleurs, les promenades locales sont nombreuses tout au long du parcours.    

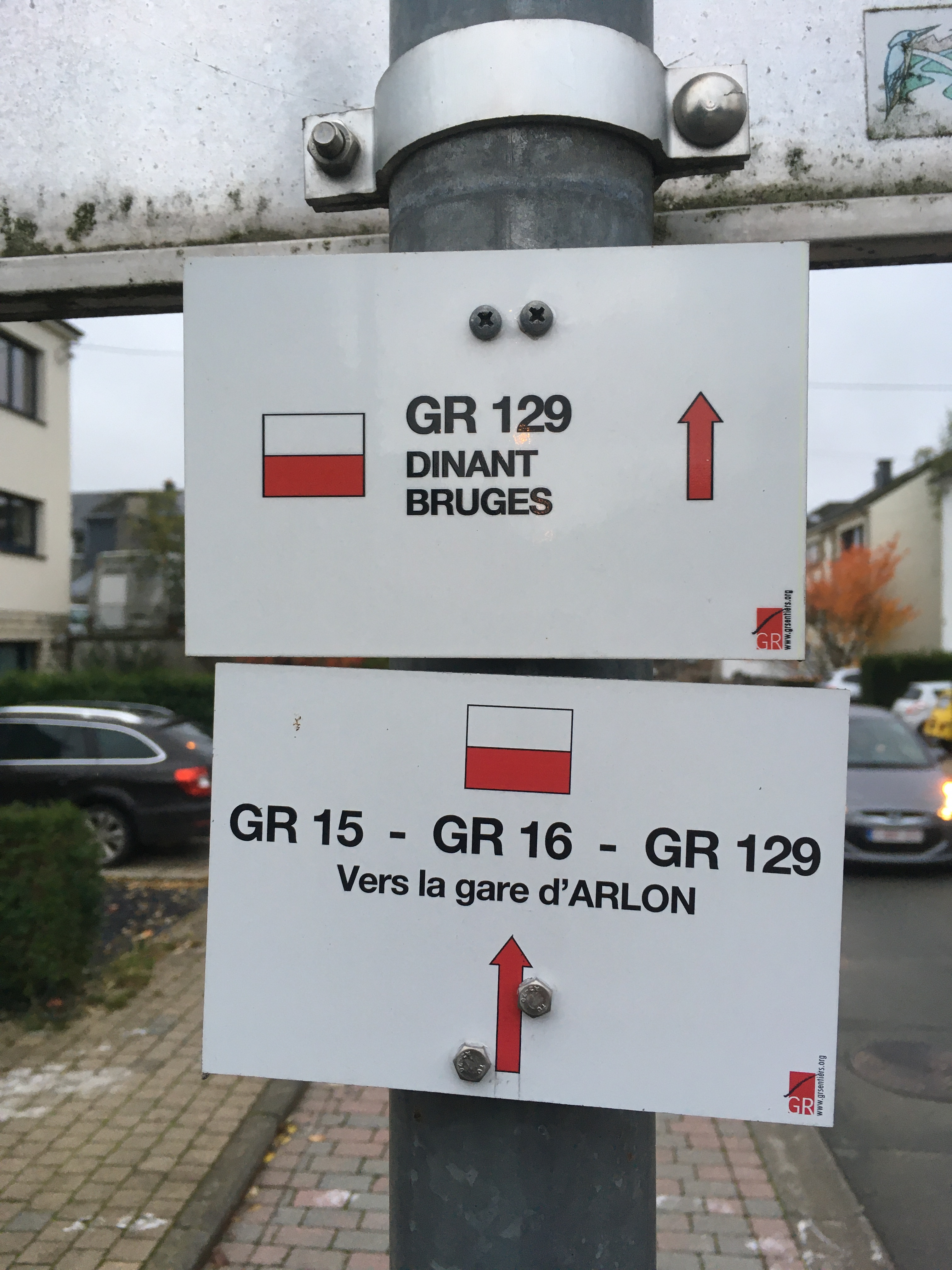
Carrefour des GR 15, GR 16, GR 129 et de la Transsemoisienne à Arlon.

Le GR 16 partage bon nombre de tronçons avec la Transsemoisienne, itinéraire dédié aux marcheurs, cavaliers, attelages et cyclistes.  Ce parcours, balisé par de petits martins-pêcheurs, s'étend sur plus de 180 km entre Arlon et Monthermé.
Le point de départ du sentier GR 16 aux sources de la Semois est aussi une extrémité du sentier de Montjoie à Arlon GR 15 et de la diagonale de Belgique GR 129.
À hauteur du barrage de la Vierre, le GR 16 est rejoint par le sentier européen E3.  Celui-ci provient, via une liaison de quelques kilomètres, du tour du Luxembourg belge (GR 151) dont il emprunte un tronçon en provenance de Martelange à la suite de la traversée de Grand-Duché du Luxembourg.
À partir du barrage de la Vierre, le sentier de la Semois GR16 et le sentier européen E3 partagent un tronçon de 139 km entre le barrage de la Vierre et Naux, en France.
Le sentier de la Semois partage deux tronçons avec les deux variantes de l'étape Suxy - Orval de la Via Arduinna, l'itinéraire Ardennais des Chemins de Saint-Jacques-de-Compostelle.  Les parcours communs se font respectivement entre Chiny et Florenville ou entre Izel et le barrage de la Vierre. 
Outre leur extrémité commune, le tracé de la diagonale de Belgique (GR 129) et celui du GR 16 sont communs d'un point situé en aval de Chiny jusqu'à Florenville.  Plus loin encore, les deux sentiers longent chacune des rives de la Semois un peu en amont et jusqu'à de la confluence de l'Antrogne.
Le GR 16 croise ensuite à Bouillon le sentier de l'Ardenne (GR 14).
Plus loin sur le parcours, le village de Membre-sur-Semois est l'extrémité du sentier Brussegem-Semois (GR 126).
À partir des Hautes-Rivières en France et jusqu'à son extrémité à Monthermé, le sentier a un parcours commun avec la liaison vers le sentier Amsterdam à Paris (GR 12), nommée GR 12C.
À Naux, le sentier européen E3 quitte le sentier de la Semois pour dériver vers le sud en direction de Montcornet.